# 샌드허스트

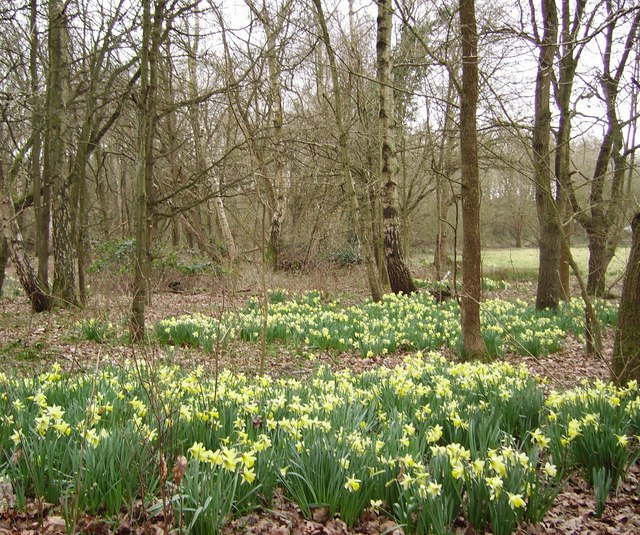
샌드허스트

샌드허스트(영어: Sandhurst)는 잉글랜드 버크셔주에 위치한 도시로 인구는 20,803명(2011년 기준)이다. 런던에서 남서쪽으로 53km, 캠벌리에서 북서쪽으로 4km, 브랙널에서 남쪽으로 9.7km 정도 떨어진 곳에 위치한다. 샌드허스트에 영국 육군사관학교가 소재하고 있어 영국 육군사관학교를 샌드허스트라고 부른다.